# L'Abergement-Sainte-Colombe
L'Abergement-Sainte-Colombe é uma comuna francesa na região administrativa de Borgonha-Franco-Condado, no departamento de Saône-et-Loire. Estende-se por uma área de 19,47 km². Em 2010 a comuna tinha 1 257 habitantes (densidade: 64,6 hab./km²).